# 1981年维也纳犹太会堂袭击

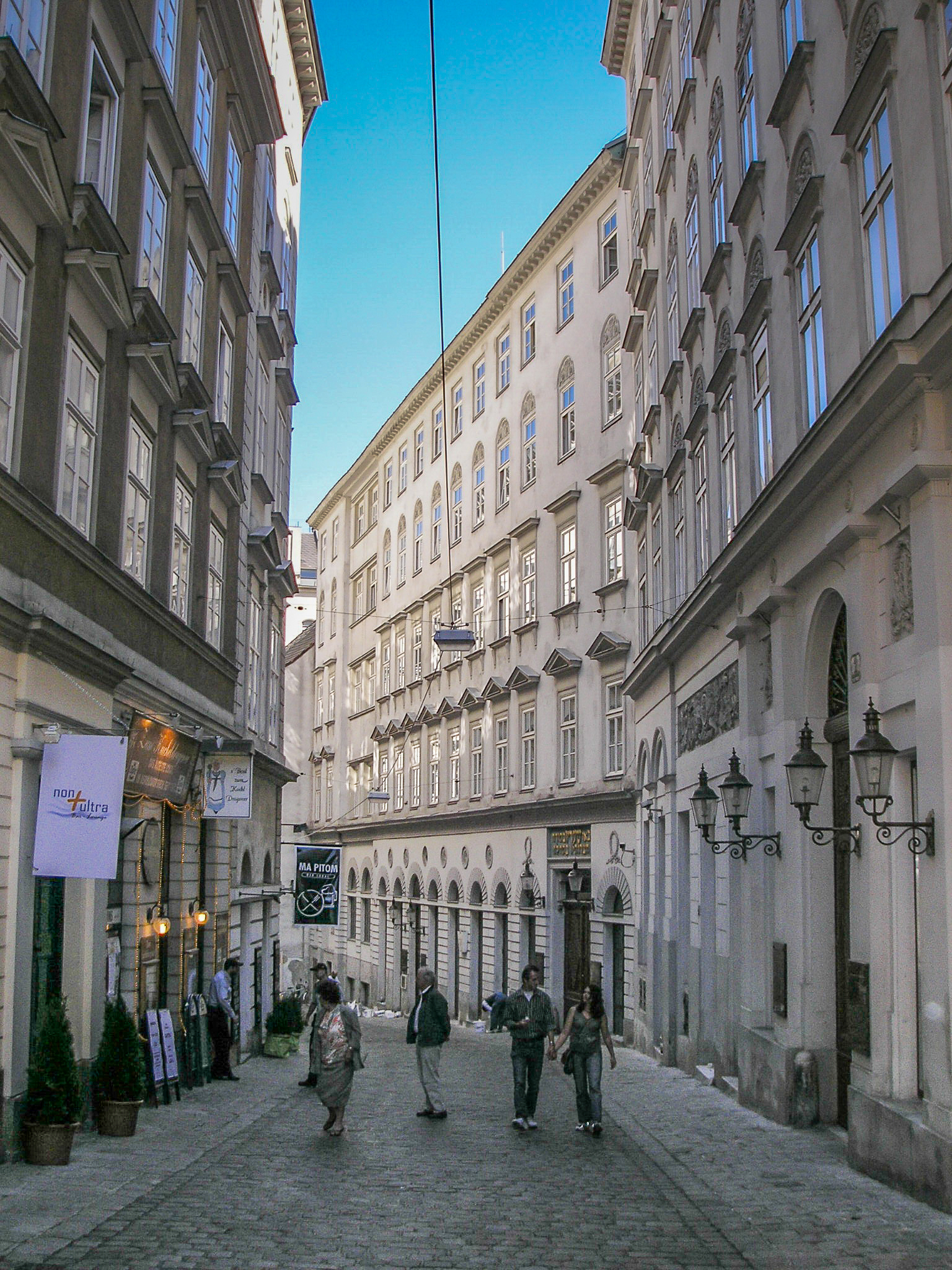
1981年维也纳犹太会堂袭击的照片

1981年维也纳犹太会堂袭击是巴勒斯坦恐怖分子阿布·尼达尔组织对奥地利首都维也纳主要犹太会堂城市会堂进行的一次恐怖袭击。1981年8月29日，在维也纳戒指路以内的城市会堂，袭击者使用了机枪和手榴弹，造成正在参加犹太男孩成人礼仪式的2人死亡，30人受伤。两名巴勒斯坦枪手，25岁的约旦人马尔万·哈桑，和出生在伊拉克的21岁的Hesham 穆罕默德·拉吉，被判谋杀和谋杀未遂。拉吉还被控5月1日杀害奥地利- 以色列协会主席 海因茨 Nittel。